# Shinta
Shinta is een meisjesnaam. Het is de Javaanse variant van Sita, wat in het Sanskriet "voor", een door ploegen ontstane groef, betekent. 
Sita is in de hindoeïstische mythologie de godin van de vruchtbaarheid, landbouw en vegetatie. Sita/Shinta is een van de hoofdpersonen in het klassieke Indiase epos de Ramayana.